# Kunlun Linea
La Kunlun Linea è una struttura geologica della superficie di Rea.